# T-BLOOD
T-BLOOD（ティーブラッド）は、茨城県土浦市の総合格闘技ジム。

## 主な所属選手
- 阪本洋平

## 元所属選手
- 川尻達也
- 石田光洋
- 岩瀬茂俊
- 小林博幸
- 森藤美樹